# Allocnemis leucosticta
Allocnemis leucosticta е вид водно конче от семейство Platycnemididae. Видът е незастрашен от изчезване.

## Разпространение
Разпространен е в Южна Африка.

## Описание
Популацията на вида е стабилна.